# ポール・ジェルベー (画家)

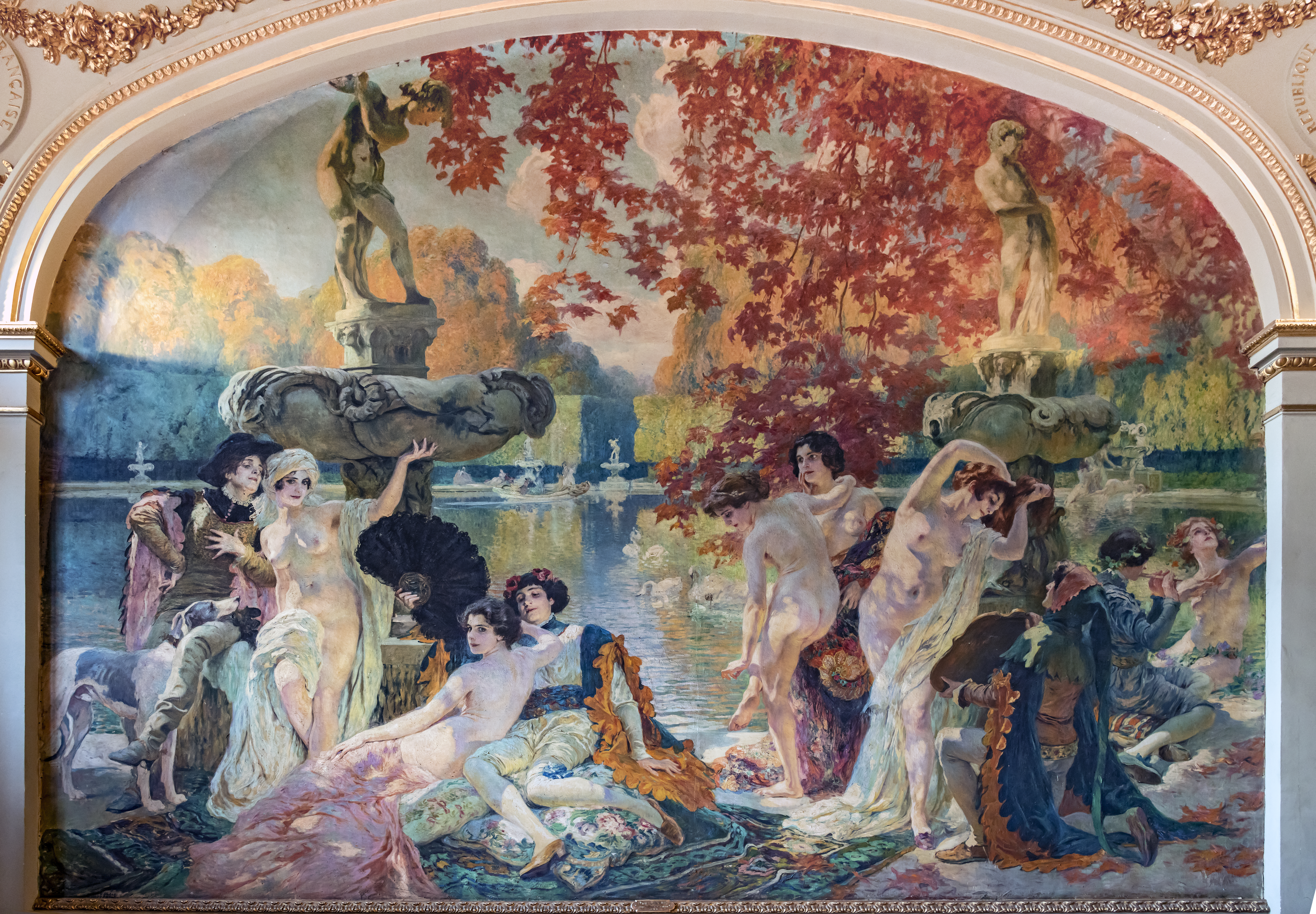
ポール・ジェルベーがトゥールーズの議会議事堂に描いた装飾画「シテール島の愛の泉」

ポール・ジェルベー（Jean Louis Paul Gervais、1859年9月7日 - 1944年3月11日）は、フランスの画家である。寓意画な装飾画や風俗画、肖像画を描いた。

## 略歴
トゥールーズで生まれた。1876年にトゥールーズ国立高等美術学校で学んだ後、1879年にパリ国立高等美術学校でジャン＝レオン・ジェロームやガブリエル・フェリエールに学んだ。1891年にはスペインを旅し、セビリア、グラナダ、ビルバオ、サラゴサ、マドリッド、バルセロナなどを訪れた。スペインの美術館で、バルトロメ・エステバン・ムリーリョ、フランシスコ・デ・ゴヤ、エル・グレコ、ピーテル・パウル・ルーベンス、アントーニオ・ヒスベルト、ティツィアーノ、ディエゴ・ベラスケス、ピーテル・ブリューゲル、フアン・デ・バルデス・レアルなどの作品を研究した。1892年は8月までセビリアとグラナダで過ごした後、ローマで過ごした。
フランス芸術家協会の会員になり、毎年開催されるパリのサロンに出展し、何度も賞を受賞した。1900年のパリ万国博覧会の展覧会には2点の大作を出展し、銀メダルを受賞した。
1890年代から1910年ころまで、トゥールーズの議会議事堂を飾る、いくつかの作品を制作したことでも知られている。政治家で大統領となったガストン・ドゥメルグの姪の息子であったジェルベーはドゥメルグから支援の受けて、ブザンソンの裁判所やパリの植民地省、エリゼ宮殿などの公的な機関から注文を受けた。
1904年にジャン＝レオン・ジェロームの後任としてパリ国立高等美術学校の教授となり、1907年から1912年までパリのアカデミー・ジュリアンとアカデミー・ヴィッティの教授も務めた。ポール・ジェルベーが教えた学生にはチャールズ・ジナー(1878-1952）やフェルディナン・ラファン（Ferdinand Raffin: 1877-1954）らがいる。
1908年にレジオンドヌール勲章（オフィシエ）を受勲した。1944年にパリで亡くなった。

## 作品

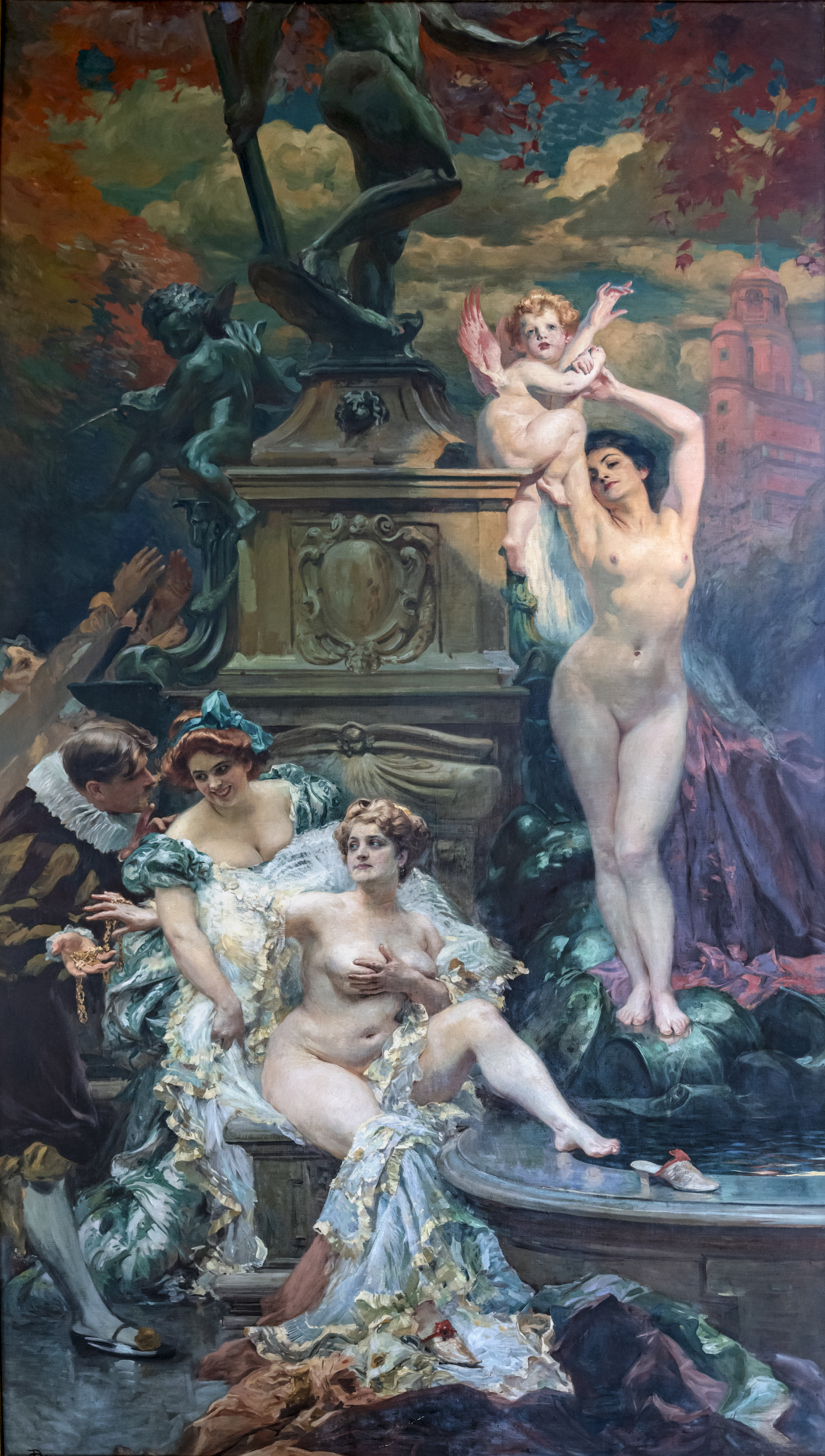
若さの泉(1908) トゥールーズの議会議事堂
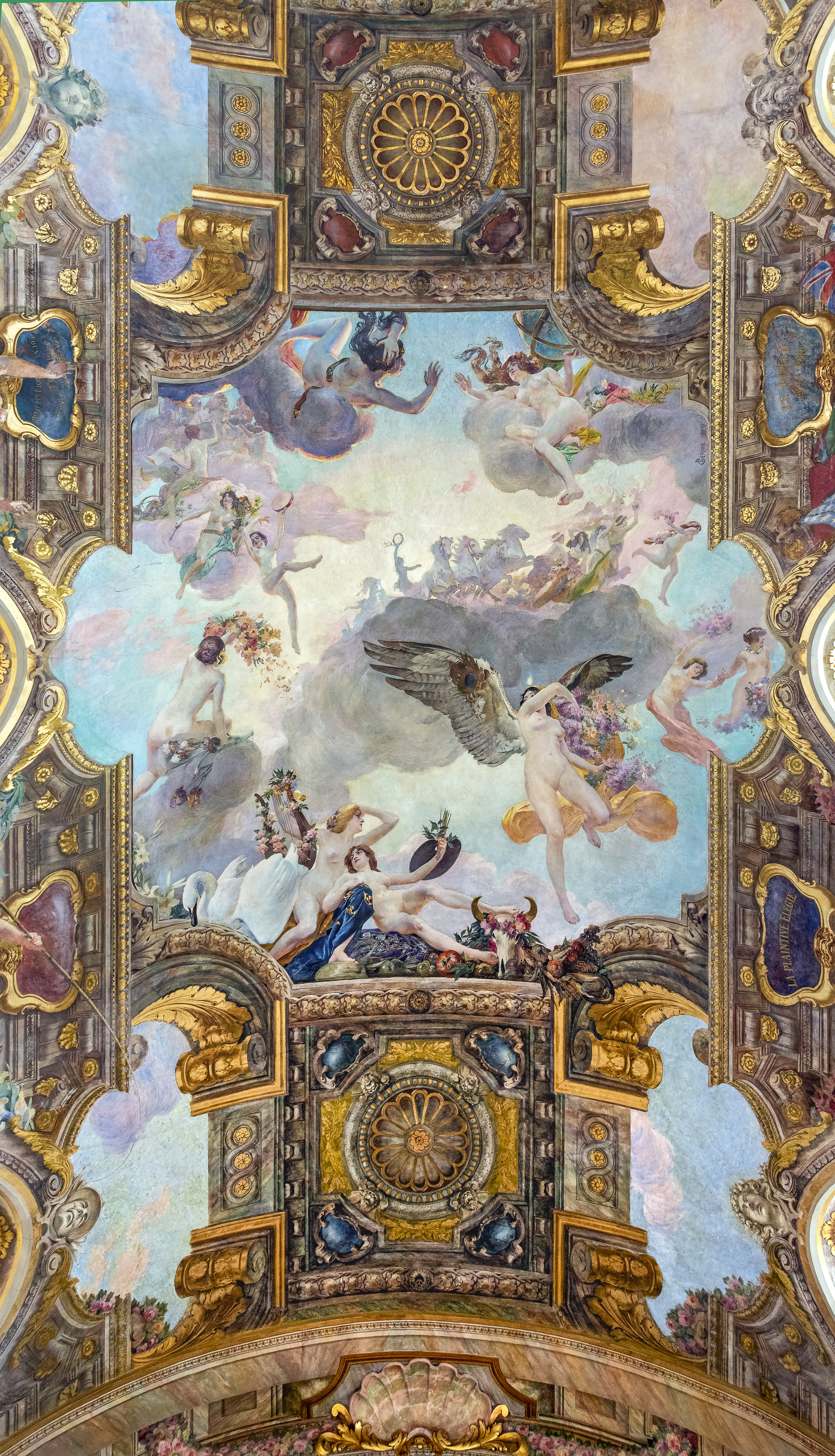
トゥールーズの議会議事堂の装飾画
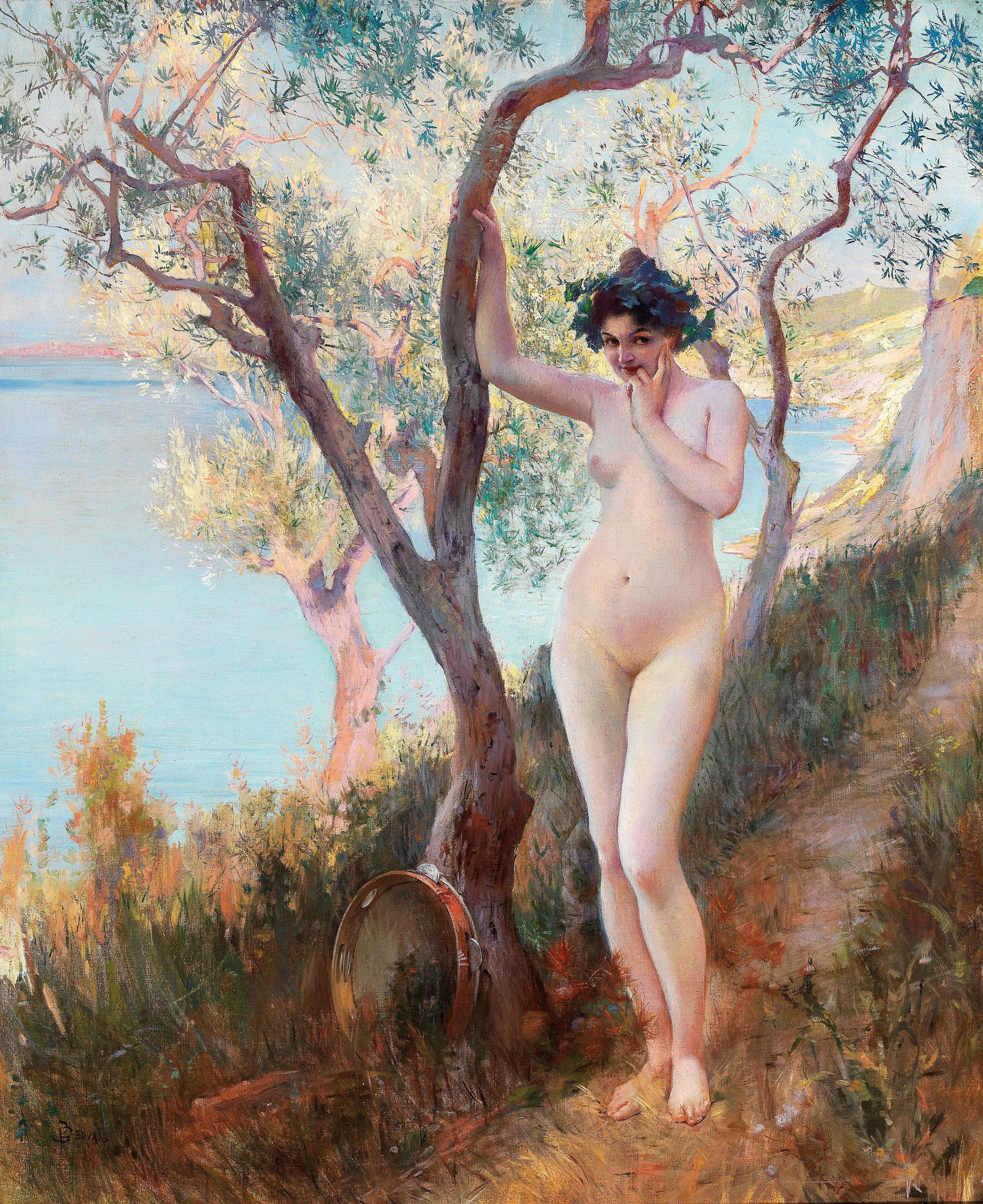
夏の海岸のヌード、個人蔵
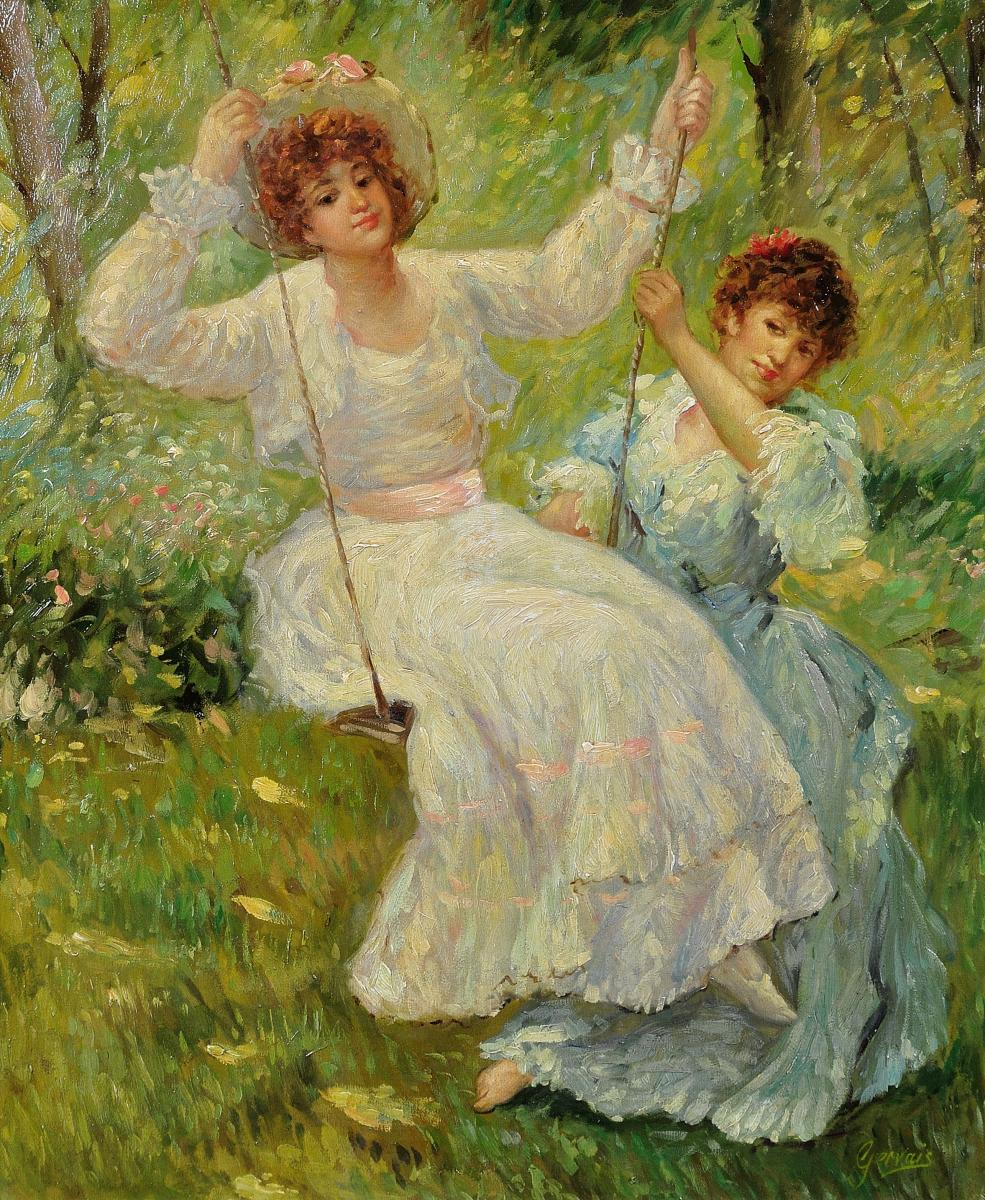
ブランコで遊ぶ若い女性